# Plantago subulata
Plantain subulé, Plantain à feuilles en alène
Espèce
Le Plantain subulé ou Plantain à feuilles en alène (Plantago subulata) est une espèce de plantes vivaces de la famille des Plantaginacées.